# Zeiträume Bodenstedt
Zeiträume Bodenstedt (Eigenschreibweise „ZeitRäume“) ist ein Museum zur Zeitgeschichte des späten 19. Jahrhunderts bis in die 1970er Jahre im Ortsteil Bodenstedt der niedersächsischen Gemeinde Vechelde.
Das Museum zeigt in einem ehemaligen Bauernhof mit Vorkriegs-Gaststätte begehbare „Zeit-Räume“ im überlieferten Originalzustand mit kulturhistorisch und politisch bedeutsamen Hintergründen der letzten 140 Jahre.

## Geschichte
Das Museumsgebäude ist ein ehemaliger, im Jahr 1878 errichteter Bauernhof. Die Gemeinde Vechelde baute ihn zu einer Ausstellungs- und Begegnungsstätte um, was durch das Niedersächsische Landesamt für Denkmalpflege, die Deutsche Stiftung Denkmalpflege und die Stiftung Braunschweigischer Kulturbesitz kofinanziert wurde. Die Einrichtung wurde am 1. Juli 2011 in Betrieb genommen.

## Die Dauerausstellung
Die Ausstellungsräume befindet sich im Haupthaus des Dreiseithofs. Neben dem landwirtschaftlichen Betrieb wurde dort bis 1934 auch ein Gasthof mit Schankbetrieb, Saalbetrieb und Kegelbahn betrieben.
Die Räume verfügen über eine komplett erhaltene Originaleinrichtung aus verschiedenen Stilepochen und bieten Einblicke in die Lebensbedingungen der deutschen Kaiserzeit bis in die frühen 1970er Jahre. Schwerpunkt bildet die Nachkriegszeit.
Im Tanzsaal wurden während des Zweiten Weltkrieges Unterkünfte für Zwangsarbeiter eingerichtet. In der Nachkriegszeit wurden dort Flüchtlinge und Vertriebene notdürftig untergebracht. Die Unterkünfte blieben in den vergangenen Jahrzehnten unverändert und sind im Original zu besichtigen.
Die kulturgeschichtliche Entwicklung der vergangenen 140 Jahre wird mit Text- und Fototafeln sowie multimedial mit Lautsprechern und Bildschirmen vermittelt. Die Ausstellung der Zeiträume Bodenstedt und die Seminarräume in den ehemaligen Ställen bieten Besuchergruppen und Schulklassen einen Ort für erlebbaren Unterricht.
Die Gemeinde Vechelde und der Betreiberverein sehen in der Einrichtung ein Denkmal von überregionalem Rang und von überragender kulturgeschichtlichen Bedeutung. Die Zeiträume Bodenstedt seien keine Heimatstube, kein Heimat- oder Bauernmuseum. Ein vergleichbares Objekt sei nicht bekannt.